# F.C. Chanthabouly
F.C. Chanthabouly là một câu lạc bộ bóng đá được thành lập năm 2013, dưới sự tài trợ của công ty LaoTOYOTA có trụ sở tại Viêng Chăn, Lào.

## Tài trợ
| Thời kì | Áo đấu   | Nhà tài trợ | Nhà tài trợ |
| ------- | -------- | ----------- | ----------- |
| 2013    | Gn Sport | Lao Toyota  |             |
| 2014    | Gn Sport | Lao Toyota  | Yamaha      |
| 2015    | Warrix   | Lao Toyota  | Yamaha      |

## Đội hình hiện tại
Ghi chú: Quốc kỳ chỉ đội tuyển quốc gia được xác định rõ trong điều lệ tư cách FIFA. Các cầu thủ có thể giữ hơn một quốc tịch ngoài FIFA.
| Số | VT | Quốc gia | Cầu thủ                   |
| -- | -- | -------- | ------------------------- |
| 1  | TM | Lào      | Outthilath Nammakhoth     |
| 2  | TV | Lào      | Bounphithak Chanthalangsy |
| 3  | HV | Lào      | Anoulack Vannalath        |
| 4  | HV | Lào      | Soukamphan Phommalyvong   |
| 5  | HV | Lào      | Souksun Souksavath        |
| 6  | TV | Lào      | Khonesavanh Keonuchanh    |
| 7  | TV | Lào      | Chanthaphone Waenvongsoth |
| 8  | TV | Lào      | Phoutdavy Phommasane      |
| 9  | HV | Lào      | Somsavath Sophabmixay     |
| 10 | TĐ | Brasil   | Rafinha                   |
| 11 | TĐ | Lào      | Lo Viphath                |
| 14 | HV | Lào      | Konekham Inthammavong     |
| 15 | HV | Lào      | Thippachanth Inthavong    |

| Số | VT | Quốc gia | Cầu thủ                             |
| -- | -- | -------- | ----------------------------------- |
| 17 | TV | Lào      | Sana Maniphon                       |
| 19 | TĐ | Lào      | Akhom Thoranin                      |
| 21 | TV | Lào      | Alounnay Lounlasi                   |
| 22 | TV | Lào      | Phithack Kongmathilath (đội trưởng) |
| 23 | TV | Lào      | Souksavanh Somsanith                |
| 26 | TM | Lào      | Soukthavy Soundala                  |
| 29 | TV | Lào      | Lathasay Lounlasy                   |
| 32 | HV | Lào      | Vanna Bounlovongsa                  |
| 33 | TV | Nhật Bản | Masaaki Ideguchi                    |
| 36 | TM | Lào      | Sonexay Phanthilath                 |
| 43 | TV | Nhật Bản | Kazu Yanagidate                     |
| 54 | TĐ | Lào      | Kiengthavesak Xayxanapanya          |

## Huấn luyện viên trưởng
| Tên             | Quốc tịch | Giai đoạn | Thành tích                                                                            |
| --------------- | --------- | --------- | ------------------------------------------------------------------------------------- |
| Somsack Keodala | Lào       | 2013      | Thăng hạng Lao Premier League                                                         |
| David Booth     | Anh       | 2014–nay  | Á quân Lao Premier League 2014 Á quân LAO FF Cup 2014 Vô địch Lao Premier League 2015 |

## Đội ngũ kỹ thuật
| Tên                         | Quốc tịch | Vị trí        |
| --------------------------- | --------- | ------------- |
| Pasatxay Philapandeth       | Lào       | Chủ tịch      |
| Bounlap Khenkitisack        | Lào       | Quản lý đội   |
| Bubet Suppipat              | Thái Lan  | Quản lý chung |
| David Booth                 | Anh       | HLV trưởng    |
| Somsack Kaodara             | Lào       | Trợ lý HLV    |
| Silisantiphab Pokasomboun   | Lào       | Trợ lý HLV    |
| Chantakhad Seanpongsai      | Lào       | HLV thủ môn   |
| Padit Thammavong            | Lào       | HLV thể lực   |
| Phunthawat Suppavasantichon | Thái Lan  | HLV đội trẻ   |

## Thành tích
| Mùa giải | Giải                       | Giải | Giải | Giải | Giải | Giải | Giải | Giải | Giải   | Lao FF Cup | Cầu thủ ghi nhiều bàn thắng nhất | Cầu thủ ghi nhiều bàn thắng nhất |
| Mùa giải | Hạng                       | Tr   | T    | H    | B    | BT   | BB   | Điểm | Vị trí | Lao FF Cup | Cầu thủ                          | Bàn thắng                        |
| -------- | -------------------------- | ---- | ---- | ---- | ---- | ---- | ---- | ---- | ------ | ---------- | -------------------------------- | -------------------------------- |
| 2013     | Vientiane Capital League 1 | 8    | 6    | 0    | 2    | 25   | 9    | 18   | 3rd    |            |                                  |                                  |
| 2014     | Lao Premier League         | 18   | 12   | 2    | 4    | 56   | 19   | 38   | 2nd    | 2nd        | Kazuo Homma                      | 29                               |

| Vô địch | Á quân | Thăng hạng | Xuống hạng |

### Giải quốc nội
- Lao Premier League:
  - Vô địch (1): 2015
  - Á quân (1): 2014
- LAO FF Cup:
  - Á quân (1): 2014

### Giải trẻ
- LFF Toyota U-14:
  - Vô địch (1): 2014

## Thành tích tại châu Á
- AFC Cup: 1 mùa

| 2015 | Vòng bảng |
| Mùa  | Giải đấu | Vòng   |           | CLB                 | Sân nhà | Sân khách |
| ---- | -------- | ------ | --------- | ------------------- | ------- | --------- |
| 2015 | AFC Cup  | Bảng H | Indonesia | Persib Bandung      | 0-0     | 0–1       |
| 2015 | AFC Cup  | Bảng H | Maldives  | New Radiant         | 1-1     | 1-2       |
| 2015 | AFC Cup  | Bảng H | Myanmar   | Ayeyawady United FC | 2-2     | 3-4       |